# 하와이기러기

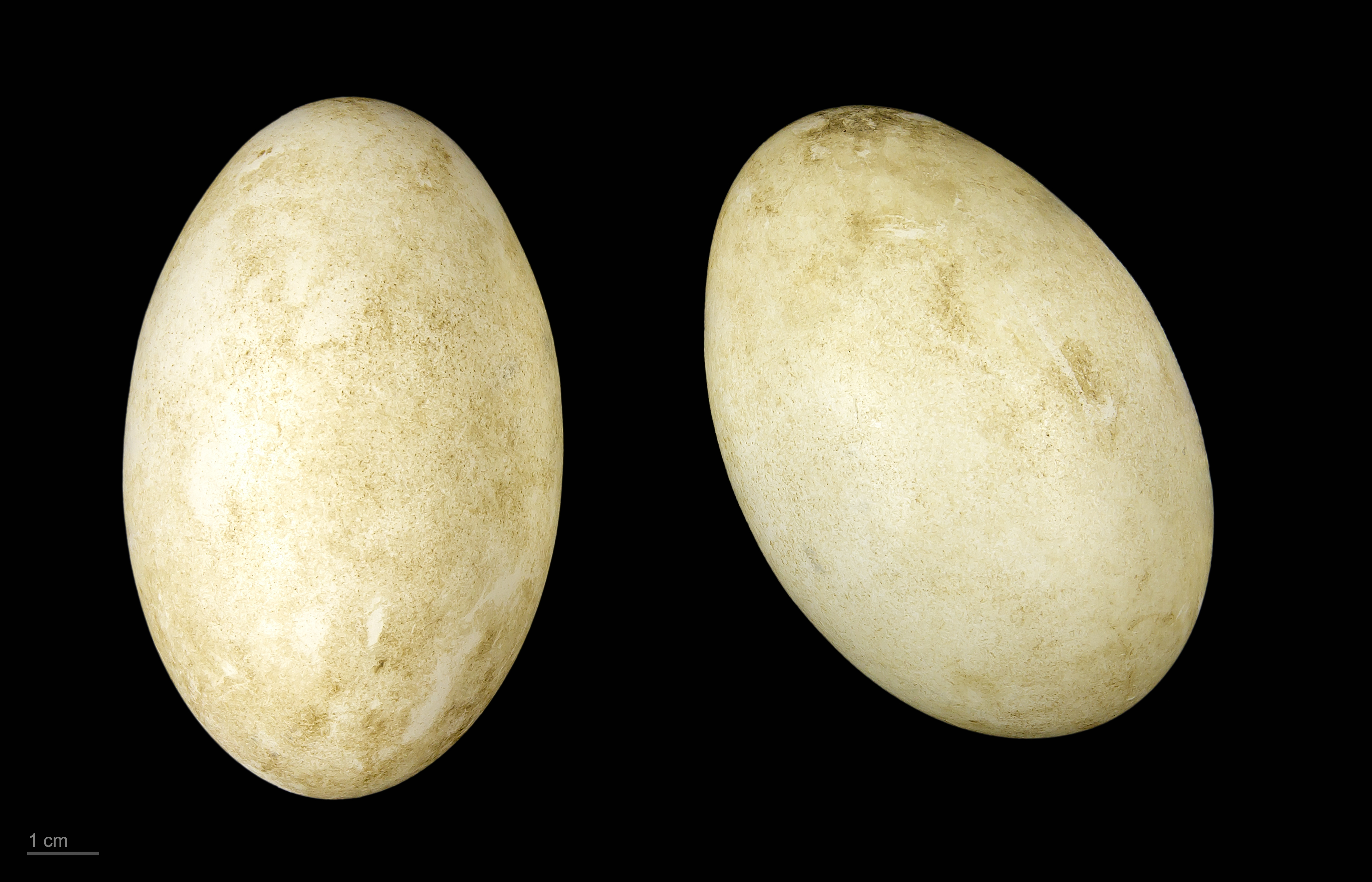
Branta sandvicensis

하와이기러기(또는 네네, Branta sandvicensis)는 하와이 제도에만 서식하는 기러기의 일종이다. 북아메리카에 서식하는 캐나다기러기와 조상을 공유한다. 한때는 외부에서 들어온 동물과 남획때문에 멸종위기에 처했지만, 이제는 서서히 증가하고 있다. 처음 개척자들이 도착했을때는 25,000마리가 있었다고 생각되었지만, 현재는 야생에 800마리, 사육하에 1,000마리가 남아있다. 하와이 제도를 상징하는 새이다.